# Долний Айдовець
Долний Айдовець (словен. Dolnji Ajdovec) — поселення в общині Жужемберк, регіон Південно-Східна Словенія, Словенія. Висота над рівнем моря: 435,4 м.